# Prata d'Ansidonia
Prata d'Ansidonia é uma comuna italiana da região dos Abruzos, província de Áquila, com cerca de 546 habitantes. Estende-se por uma área de 19 km², tendo uma densidade populacional de 29 hab/km². Faz fronteira com Barisciano, Caporciano, Fagnano Alto, San Demetrio ne' Vestini, San Pio delle Camere.

## Demografia
| Variação demográfica do município entre 1861 e 2011                               |
|                                                                                   |
| Fonte: Istituto Nazionale di Statistica (ISTAT) - Elaboração gráfica da Wikipedia |